# Rotopol
Rotopol ist ein Independent-Verlag aus Kassel mit dem Schwerpunkt Comic und Illustration. Das Programm umfasst Comics und Bilderbücher für Kinder und Erwachsene, Illustrationsbücher, Kunstdrucke, Papierspiele, Postkarten und Skizzenhefte.

## Geschichte
Im Januar 2006 gründete Rita Fürstenau noch während ihres Studiums der Visuellen Kommunikation an der Kunsthochschule Kassel einen „Verlag ohne Titel“. Dieser diente zunächst als Publikationsplattform für ihre eigenen Arbeiten und Kommilitonen an der Kunsthochschule Kassel. Aus dem anfangs unbetiteltem Studentenprojekt entwickelte sich Rotopolpress, der Verlag wurde 2007 von Rita Fürstenau, Lisa Röper und Michael Meier gegründet. In der Friedrich-Ebert-Straße 95 entstand ein Büro mit Laden, Atelier, Siebdruckwerkstatt und Galerie. Seit 2016 wird Rotopol von Rita Fürstenau geleitet und gemeinsam mit einem Team aus freiberuflichen Mitarbeitern geführt. Der Verlag präsentierte sich auf dem Comic-Salon Erlangen, dem Comicfestival Hamburg und auf dem Festival in Angoulême.

## Künstler (Auswahl)
Max Baitinger, Nino Paula Bulling, Nick Edwards, Michel Esselbrügge, Markus Färber, Rita Fürstenau, Kiin (Kirsten Carina/Ines Christine Geisser), Anna Haifisch, Lea Heinrich, Jesse Jacobs, Carmen José, Nina Kaun, Julia Kluge, Guillaume Perreault, Anna Rakhmanko, Nadine Redlich, René Rogge, Isabel Seliger, Anne Simon, Alice Socal, Mikkel Sommer, Sebastian Stamm, Quentin Vijoux, Thomas Wellmann, Bruno Winter

## Auszeichnungen
Die Stiftung Buchkunst wählte Reprobus von Markus Färber zu den schönsten deutschen Büchern 2013.
2014 wurden Lescheks Flug von Sebastian Stamm und Pimo & Rex von Thomas Wellmann, sowie 2018 Lichtpause von Paula Bulling, mit dem ICOM Independent Comic Preis ausgezeichnet. 2018 erhielt der Verlag den erstmals vergebenen Hessischen Verlagspreis. 2020 und 2022 erhielt der Verlag den Deutschen Verlagspreis.